# Glyphoglossus guttulatus
Glyphoglossus guttulatus é uma espécie de anfíbio da família Microhylidae.
Pode ser encontrada nos seguintes países: Laos, Malásia, Myanmar, Tailândia, Vietname e possivelmente em Camboja.
Os seus habitats naturais são: florestas subtropicais ou tropicais húmidas de baixa altitude, marismas intermitentes de água doce, jardins rurais e florestas secundárias altamente degradadas.
Está ameaçada por perda de habitat.